# S/S Halla IX
S/S Halla IX är en finländsk bogserbåt, som byggdes 1896 av J.D. Stenberg & Söner i Helsingfors.
Fartyget är k-märkt av Museiverket.